# Asian Test Championship
Het Asian Test Championship was een crickettoernooi tussen de Aziatische testcricketlanden. Er werd in de spelvorm testcricket gespeeld. 
Het toernooi is twee keer georganiseerd. Het zou de voorloper blijken te zijn van het huidige wereldkampioenschap testcricket. 
De volgende landen hebben ooit deelgenomen:
- Bangladesh (1x)
- India (1x)
- Pakistan (2x)
- Sri Lanka (2x)

1998–1999
Aan de eerste editie deden India, Pakistan en Sri Lanka mee. Bangladesh kon toen nog niet meedoen omdat het geen teststatus had. Elk land speelde een keer tegen elk ander land en speelde een keer thuis en uit. Pakistan won de eerste wedstrijd van India en de twee andere wedstrijden eindigden in een gelijk spel. Hierdoor haalden Pakistan en Sri Lanka de finale die op neutraal terrein, in Bangladesh werd gespeeld. Pakistan won met een inning en 175 runs.
2001-2002
Bangladesh kon dit keer wel meedoen. India trok zich echter vlak voor het toernooi terug waardoor opnieuw drie landen de strijd aangingen. Pakistan won de eerste wedstrijd in eigen land van Bangladesh. Omdat ook Sri Lanka thuis van Bangladesh won, waren Pakistan en Sri Lanka zeker  van de finale. Beide landen besloten de onderlinge groepswedstrijd niet door te laten gaan en direct de finale in Pakistan te spelen. Dit keer won Sri Lanka met 8 wickets.